# Thruxton (Hampshire)
Thruxton – wieś w Anglii, w hrabstwie Hampshire, w dystrykcie Test Valley. Leży 22 km na północny zachód od miasta Winchester i 107 km na zachód od Londynu.